# Sivas (Film)
Sivas ist ein türkisches Filmdrama des deutsch-türkischen Regisseurs Kaan Müjdeci aus dem Jahr 2014. Der Film war Teil des Wettbewerbs um den Goldenen Löwen bei den 71. Filmfestspielen von Venedig und gewann den Spezialpreis der Jury. Es war der erste abendfüllende Spielfilm des deutsch-türkischen Regisseurs.

## Handlung
Der Film erzählt die Geschichte der Beziehung des 11-jährigen Jungen Aslan (Dogan Izci) zu dem Kampfhund Sivas. Aslan lebt in einem kleinen Dorf in der kargen zentralanatolischen Landschaft. Der Film beginnt mit Szenen aus dem Leben von Aslan, das geprägt ist von Konflikten mit den Mitschülern und dem älteren Bruder. Er muss sich gegenüber seinen Klassenkameraden behaupten, die aus sozial bessergestellten Elternhäusern kommen und deshalb bevorzugt werden und gegen die Eltern, die mit den rebellischen Ideen des Heranwachsenden wenig anfangen können.
Die Schulaufführung soll in diesem Jahr eine Aufführung von „Schneewittchen und die sieben Zwerge“ sein. Ayşe (Ezgi Ergin), ein Mädchen, das Aslan mag, soll die Prinzessin spielen und Aslans Freund und Rivale Osman (Furkan Uyar), Sohn des Ortsvorstehers, soll den Prinzen spielen. Aslan ist eifersüchtig. Er hätte gerne die Rolle des Prinzen gespielt, um Ayşe näher zu kommen und sie zu beeindrucken. Er versucht den Lehrer zu überzeugen, dass er den Prinzen spielen darf, doch der Lehrer lehnt ab. Damit will sich der Junge nicht abfinden.
An einem abgelegenen Ort versammeln sich die Männer des Dorfes zu einem illegalen Hundekampf – eine der wenigen Abwechslungen im rauen Alltag der Männer. Aslan kommt vorbei und sieht, wie ein Hund schwer verwundet wird und liegen bleibt. Weil die Männer glauben, der Hund sei tot, wird er zurückgelassen. Aslan bleibt bei dem Hund und als er ihn mit einem Stock berührt, erkennt er, dass das Tier nicht tot ist. Er bittet seinen Bruder Şahin, ihm dabei zu helfen, den Hund nach Hause zu bringen. Doch der Bruder weigert sich und so bleibt Aslan bis zum Einbruch der Dunkelheit bei Sivas. Er versucht sich dem Hund zu nähern und ihn mit seiner Jacke zu wärmen. Schließlich kommt Aslans Bruder Şahin im Dunkeln zurück und nimmt die beiden mit. Aslan gelingt es, die Familie zu überzeugen, den Hund zu behalten und nennt ihn nach der nächstgelegenen größeren Stadt Sivas.
Aslan kümmert sich um Sivas und hilft ihm zu genesen. Er zeigt den Hund stolz seinen Freunden und versucht auch Ayşe zu beeindrucken, die das kaum interessiert. Aslan will den Hund auf Nachfrage von Ayşe nicht kämpfen lassen, doch durch eine Begegnung mit dem Hund eines Mitschülers kommt es zu einem Kampf, den Sivas gewinnt. Aslan gewinnt im Dorf Respekt und Ansehen.
Als Aslan eines Tages nach Hause kommt, ist Sivas angekettet. Die arme Bauernfamilie möchte den wertvollen Hund verkaufen. Aslan wird wütend. Vom einstigen Besitzer und Dorfvorsteher angestachelt, trainiert Aslan Sivas wieder. Die Dorfbewohner fordern Aslan auf, den Hund zu der illegalen Meisterschaft zu schicken. Aslan lässt sich darauf ein und Sivas gewinnt.
Auf dem Nachhauseweg erklärt Aslan, dass der Hund nie wieder kämpfen werde. Man erklärt ihm, dass Sivas zum Kämpfen geboren wurde und deshalb kämpfen müsse.

## Produktion
Durch eine besondere Kameraführung, Tonaufnahmen von echten Hundekämpfen und Filmblut wurden die Szenen nachgestellt. Die Zähne der Tiere wurden die Zähne mit einer Lotion behandelt und ihnen wurden Beruhigungsmittel verabreicht, durch die die Hunde langsam und ungefährlich wurden. Die Kampfszenen wurden sorgfältig choreographiert. Es sei kein Hund verletzt worden, so der Regisseur. Der Hund gehört zur Rasse der Kangals.
Für den Hauptdarsteller castete Regisseur Müjdeci mehr als Tausend Jungen und entschied sich erst drei Tage vor Drehbeginn für Doğan İzci, der bisher keine Filmerfahrung hatte.

## Rezeption
Sivas wurde von den Kritikern weitgehend positiv besprochen. Gelobt wurden vor allem die Leistung des Hauptdarstellers und der realistische Stil des Regisseurs. Der unkritische Umgang mit Hundekämpfen sorgte bei den Filmfestspielen in Venedig allerdings für Unmut beim Publikum.
Die taz lobt „Sivas“ als einen „großen Film über die Natur des Menschen und über den Eigensinn, der darüber hinausführt“ und meint: „Aslan und sein Hund (beide Darsteller, Doğan İzci und Çakır, werden in den Credits völlig zu Recht gleichwertig genannt) sind auch durch ihre Freundschaft nicht erhaben über die Verhältnisse, für die das Kämpfen der Hunde das Sinnbild ist.“
Deutschlandfunk Kultur lobt die „ungewöhnliche Spannung“ und den Reiz, der aus der Ambivalenz entsteht, dass Aslan in einer autoritären und harten Welt lebt, sich gegen diese aber nicht aufzulehnt, sondern ihr angehören möchte.
Für Dietmar Dath ist Sivas in der FAZ ein „Kinowunder“ und ein „mächtiges Schneematsch-und-Dreckwiesen-Kinotafelgemälde“.

## Auszeichnungen
Der Film gewann den Spezialpreis der Jury bei den 71. Filmfestspielen von Venedig im Jahr 2014. Der Film wurde außerdem als türkischer Beitrag für den besten fremdsprachigen Film für den Oscar ausgewählt, aber nicht nominiert. Außerdem war Sivas nominiert als bester fremdsprachiger Film bei den Golden Globes im Jahr 2016.
Beim Abu Dhabi Filmfestival gewann Hauptdarsteller Doğan İzci den Preis als bester Schauspieler im Wettbewerb New Horizons. Beim Angers European First Film Festival wurde İzci ebenfalls als bester Hauptdarsteller ausgezeichnet. Beim Filmfestival in Antalya gewann der Hauptdarsteller den Behlül Dal Special Jury Award und Yorgos Mavropsaridis den Preis für den besten Filmschnitt. Außerdem gewann der Film den Spezialpreis der Jury. Beim Dhaka International Film Festival gewann Regisseur Kaan Müjdeci den FIPRESCI-Preis. Beim Manaki Brothers Film Festival im Jahr 2015 erhielt Sivas den Preis für den besten Film.